# 30353 Carothers
30353 Carothers è un asteroide della fascia principale. Scoperto nel 2000, presenta un'orbita caratterizzata da un semiasse maggiore pari a 2,8327955 UA e da un'eccentricità di 0,0611724, inclinata di 2,77439° rispetto all'eclittica.